# Іванов Павло Миколайович
Івано́в Павло́ Микола́йович (листопад 1901, Харків — 7 жовтня 1967, Харків) — український прозаїк.

## Біографія
Народився в Харкові в сім'ї прикажчика. 1917 року закінчив комерційну школу; працював економістом Вукоопспілки в Ізюмському повіті на Харківщині. Протягом 1922—1925 років служив у Червоній армії. Член КП(б)У, виключений 1935 року. Учасник Другої світової війни, 1943 року втратив на фронті руку. Після демобілізації на пенсії як інвалід війни. Працював директором середньої школи в селі на Харківщині, інспектором в обласному управлінні лісового і лісозаготівельного господарства, друкувався в обласній газеті «Красное знамя». Помер і похований у Харкові.

## Творчість
Друкував свої твори з 1924 року. Належав до Спілки пролетарських письменників «Гарт» (1923—1925), ВАПЛІТЕ (1925—1928), «Техно-мистецької групи А» (1928—1929), Спілки радянських письменників України (з 1934 року).

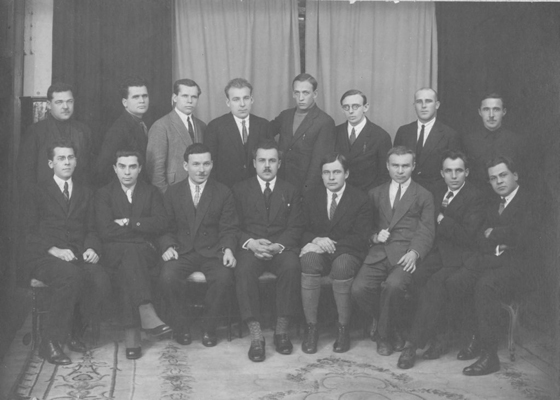
ВАПЛІТЕ, Павло Іванов стоїть п'ятий зліва

## Видання
- Навколо праці: Оповідання. — Х.: Книгоспілка, 1925. — 130 с.
- Партизанова смерть: Оповідання. — [Х.]: ДВУ, 1928. — 72 с.: іл.
- Ніч і день: Новели. — Х.—К.: ДВУ, 1930. — 232 с.
- Непорушний закон. Піонерам про хлібоздавання. — Х.—Одеса: Молодий більшовик, 1933. — 40 с. (Серія «Колгоспній піонерії»).
- Микола Юр'єв. — Х.-Одеса: Дитвидав, 1934. — 40 с.
- Сон. — Х., 1934.
- З історії ХТЗ (Уривки). — [Х.], 1934.